# Черете
Черете (італ. Cerete) — муніципалітет в Італії, у регіоні Ломбардія,  провінція Бергамо.
Черете розташоване на відстані близько 490 км на північний захід від Рима, 85 км на північний схід від Мілана, 36 км на північний схід від Бергамо.
Населення — 1639 осіб (2014).

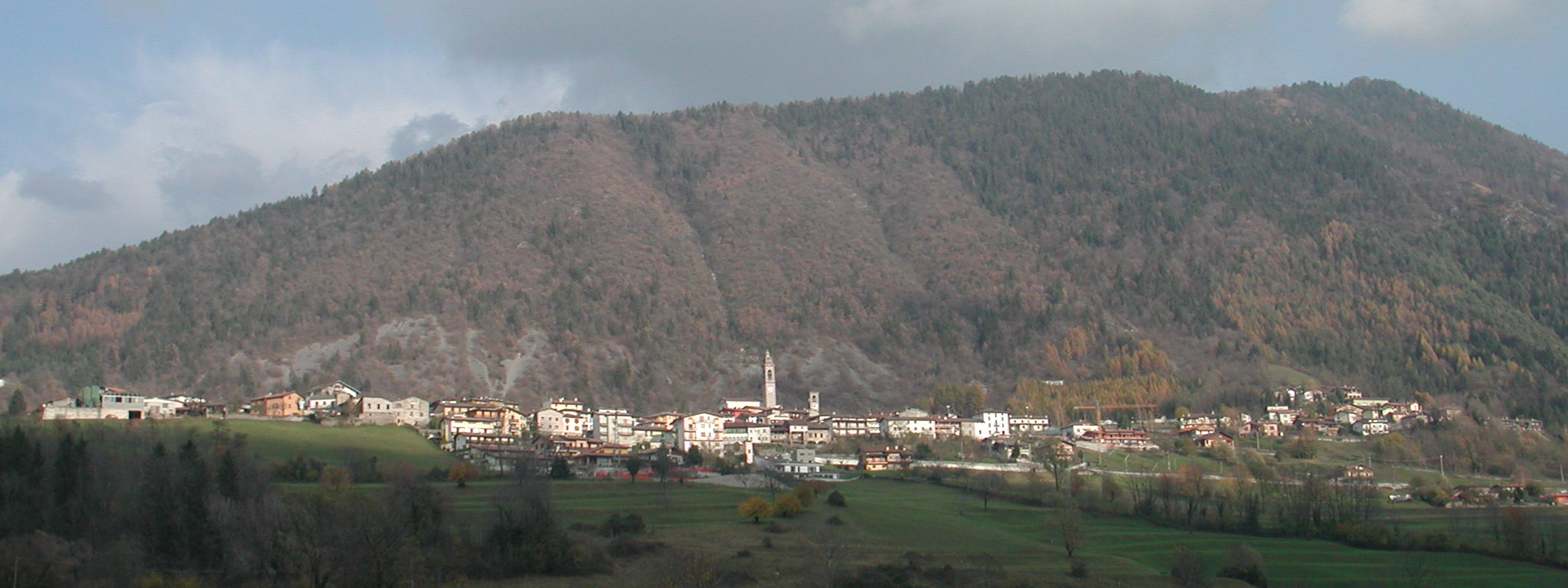

Щорічний фестиваль відбувається 22 січня. Покровитель — SS. Apostoli Filippo e Giacomo.

## Демографія
Населення за роками:

Станом на 1 січня 2023 року в муніципалітеті офіційно проживало 66 іноземців з 20 країн, серед них 14 громадян країн Євросоюзу та 4 громадяни України.

## Сусідні муніципалітети
- Боссіко
- Гандіно
- Роветта
- Сонгаваццо
- Совере